# Bath City Football Club
El Bath City Football Club es un club de fútbol semiprofesional con sede en Bath, Somerset, Inglaterra. El club está afiliado a la Somerset FA y actualmente compite en la National League South, el sexto nivel de Fútbol inglés. Apodado los "romanos", el club fue fundado en 1889 y juega sus partidos como local en Twerton Park desde 1932.
El club nunca ha jugado en la Liga de fútbol, aunque se habló mucho de Bath como aspirante en las décadas de 1930 y 1940, y estuvo más cerca mediante elecciones en 1978 y 1985. Durante la Second World War, el club ganó la Football League North. El Bath ha alcanzado la tercera ronda de la FA Cup en seis ocasiones, superando a equipos de la liga como el Crystal Palace (en 1931), el Millwall (en 1959) y el Cardiff City (en 1992). El Bath se proclamó campeón de la Southern League en 1960 y 1978; uno de los niveles más altos del fútbol no liguero de la época. De 1980 a 1997, el equipo pasó dieciséis años en lo que ahora es La Liga Nacional, con el Bath terminando cuarto en la temporada 1984-85, su mejor posición en la liga.
El Bath City no tiene grandes rivalidades deportivas en el Reino Unido, aunque los partidos con más animosidad son los derbis locales compartidos con el también club de Somerset Yeovil Town, y más recientemente con el club de Wiltshire Chippenham Town. El apodo del club tiene su origen en la antigua Romana de Bath. El primer atuendo registrado que vistió el club fueron pantalones cortos azules y camisetas blancas en 1900, aunque el Bath City cambió a rayas blancas y negras a principios del siglo XX y los colores se han mantenido desde entonces. El escudo del club representa las Borough walls, que rodeaban el centro de la ciudad en la época medieval. Twerton Park llegó a albergar hasta 20.000 aficionados, con una asistencia récord de 18.020 en 1960.

## Historia

### Formación y primeros años (1889-1925)

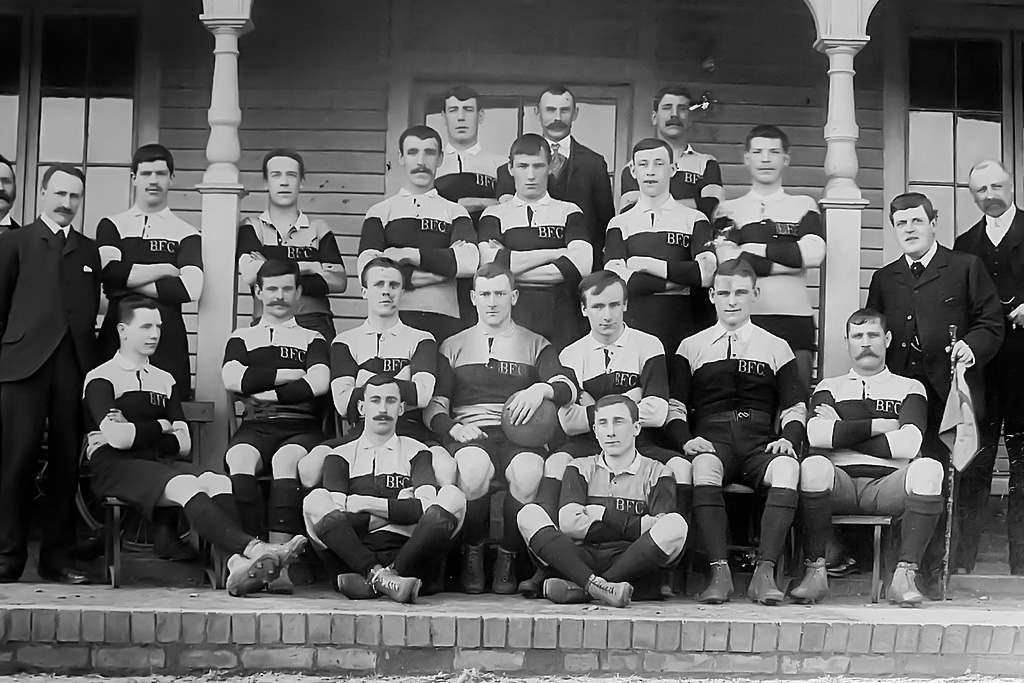
1889 escuadrón

El 19 de julio de 1889 se formó el Bath City como Bath AFC' (Bath Association Football Club) en el hotel Christopher de la ciudad, cuando un grupo de hombres se reunió para considerar la formación de un club de asociación. Un hombre llamado Mr Cater formó el club y el equipo comenzó a jugar en el North Parade Ground en Bathwick, justo al este del centro de la ciudad junto al río Avon. Bath disputó su primer partido registrado el 10 de octubre de 1889, en el que perdió 9-4 ante Trowbridge Town en The North Parade Ground. El primer partido que el Bath AFC jugó como visitante 20 fue días después, contra el Eastville Rovers en Clifton, Bristol ante 5.000 espectadores el 30 de octubre de 1889.
Los partidos de la temporada inaugural del club incluían encuentros contra equipos como Weston-super-Mare, Swindon y Gloucester. La temporada siguiente, el Bath jugó regularmente amistosos con equipos locales de Somerset, como el Yeovil Casuals y el Taunton United. En 1891, el club atravesaba graves dificultades económicas. Como consecuencia, se propuso que el Bath AFC se fusionara con el club local de rugby; Bath Football Club.
Durante nueve años enteros el club dejó de jugar. Hasta que, el 11 de septiembre de 1900, el Bath AFC fue refundado por miembros del Bath Association Cricket Club, liderados por el que sería jugador, William Hyman. Se convocó una gran reunión en el Railway Hotel, en James Street, en el centro de la ciudad, para discutir, y de forma viable, un equipo de fútbol asociación que representara a la ciudad de Bath. La reunión fue un éxito y el Bath City FC, por su nombre, nació oficialmente. Hyman llegó a marcar 131 goles con el Bath a principios del siglo XX, lo que le convierte, a día de hoy, en el segundo máximo goleador de todos los tiempos del club, también actuó con frecuencia como secretario de honor del club en las reuniones de la junta directiva. La sede y los vestuarios estarían cerca del campo, en el pub Belvoir Castle.
Durante la reunión en The Railway Hotel en la que se formó el club, los miembros sugirieron que la vestimenta del equipo debería ser pantalones cortos azules y camisetas blancas, aunque, estos colores sólo duraron un corto periodo de tiempo. En 1900, el club compró The Belvoir Castle Ground en East Twerton, junto a la línea de ferrocarril y no muy lejos del río Avon. Al mismo tiempo, el club entró en el fútbol competitivo, comenzando a jugar en The Wiltshire Football League, terminando séptimo en su primera temporada.

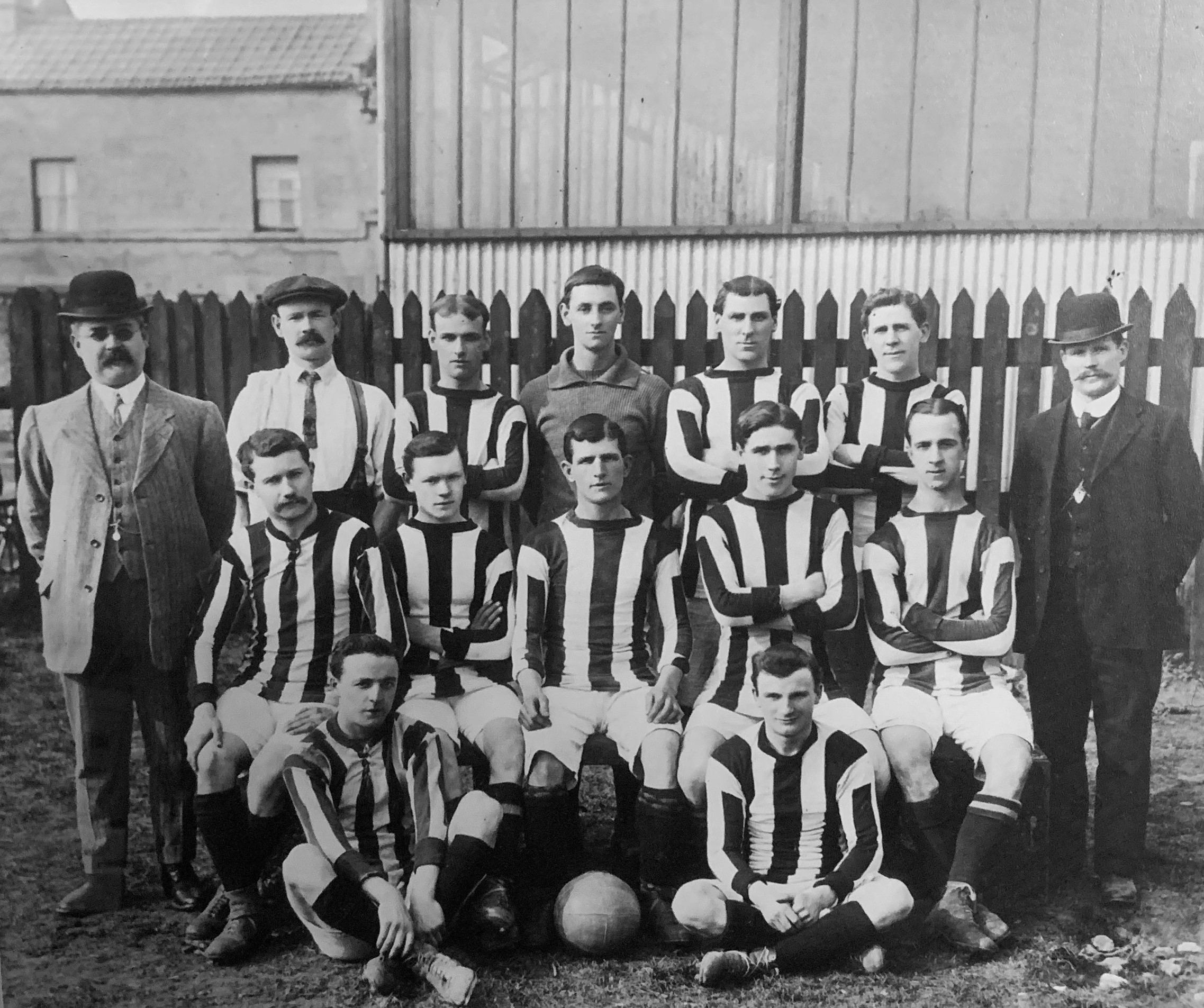
1910-11 Bath City squad

Cambiaron el nombre de Bath City a Bath Railway en 1902. Ese año, se formó una competición anual conocida como "Bath District League", en la que el club competía contra otros clubes locales de Bath, como Bath Rovers, Weston All Saints y Twerton Street Michaels. El 26 de julio de 1905, el club cambió de nombre por última vez, en la que volvió a "Bath City FC"; el nombre ha permanecido inalterado hasta la actualidad.
Al año siguiente, el club se unió a The Bristol and District League Division One, en la que permaneció durante dos años. En 1908, el club de Bath se unió por primera vez a una división de varios condados, ingresando en la Western League Division Two. Tras ascender a una división superior, el club decidió alinear a su equipo reserva en la Bath District League, en lugar de en la primera.
En 1909, Charles Pinker fue nombrado gerente, y ese año, el club ascendió a The Western League Division One. Bath terminó tercero en este nivel en la 1910-11 temporada. y luego pasó a ocupar el segundo puesto en The Western League Division One durante la temporada 1913-14.
Cinco años más tarde, el Bath City abandonó tanto The Belvoir Castle como Twerton, por el Lambridge Show Ground en Larkhall junto al Río Avon. El Bath permaneció en la Western League hasta 1921, en que se incorporó a la Sección Inglesa de la Southern League, considerada como la división más fuerte fuera de la Football League League de la época. Más de 4.000 espectadores presenciaron el primer partido del club en la Southern League, una derrota por 2-1 ante el Swindon Town.
En 1921, el entrenador Charles Pinker dejó el club tras un exitoso periodo de doce años. Fue sustituido por el exjugador del Swindon Town, Billy Tout, que llevó al club a la máxima división del fútbol no liguero por primera vez. Tout mantuvo este cargo hasta 1925.

### Los años de Ted Davis y la pérdida de la Football League (1925-1958)

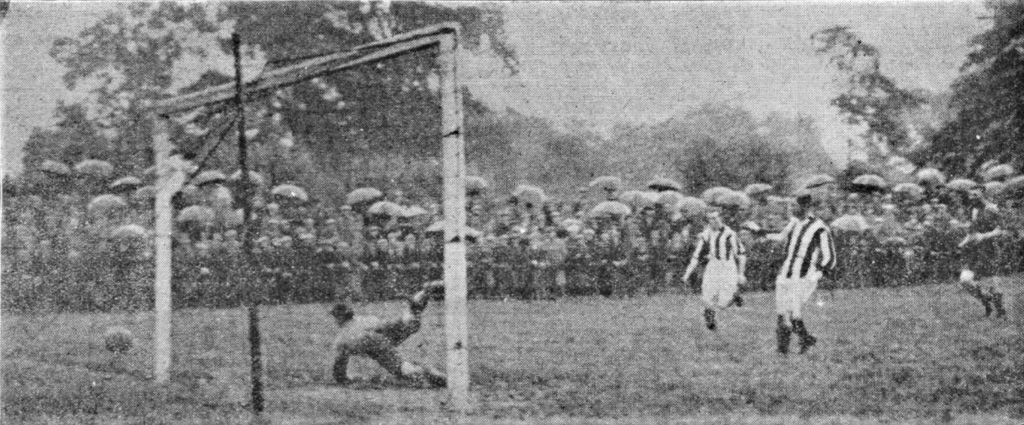
Bath City at Lambridge in 1927

En 1925, Pinker fue nombrado de nuevo entrenador del Bath City, aunque no consiguió el mismo éxito en la Southern League que en la Western League, terminando decimocuarto y luego undécimo. En agosto de 1926, el club estaba al borde de la extinción, en parte, debido a que los aficionados estaban "descorazonados por la mala fortuna de las últimas temporadas" y a la falta de "respaldo suficiente".
Sin embargo, el 21 de agosto de 1926, se celebró una gran reunión, formada principalmente por seguidores y directivos del club. Gracias al nombramiento de un nuevo comité y al aumento del número de accionistas del club, se reunió la suma necesaria de 500 libras y el club fue "salvado".
Un año después, Ted Davis fue nombrado en el Bath City. En 1929, Davis ganó para el club su primer trofeo competitivo, la Somerset Cup. La temporada siguiente, el equipo terminó primero en la Southern League Western Section, el mejor puesto de la historia del club en la liga. Aunque el Bath perdió 3-2 en los play offs contra el campeón de la Sección Este Aldershot Town, por lo tanto, eran menos aplicables para la elección a la Tercera División. La temporada fue calificada como "la mejor de la historia del club" por el Bath Chronicle de la época.

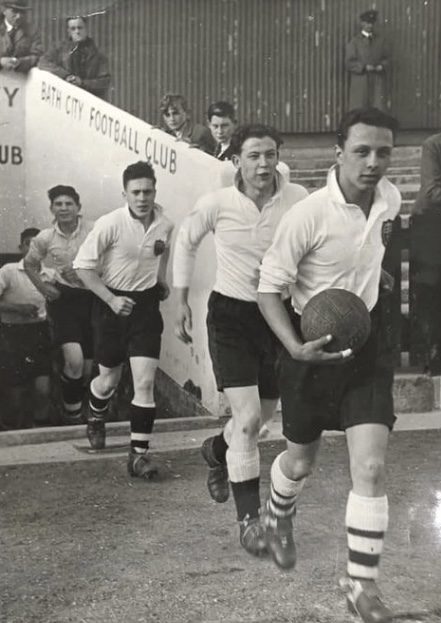
Los jugadores del Bath city entrando al campo en los años 30

En 1932, el club regresó a Twerton, y comenzó a jugar partidos como local en el recién construido Twerton Park, con la comunidad colocando banderas y banderines a lo largo de la calle High Street para "celebrar el regreso del fútbol a la zona"." El primer partido en el nuevo campo fue un encuentro entre el Bristol Rovers Reserves y el Bath City de la Southern League.
El sentimiento general fue de alivio, resumido por el titular del Chronicle "Todo va bien con el Bath City". El Bath ganó 2-0 ante 2.936 espectadores. El nuevo fichaje del entrenador Ted Davis, Reg Trotman, un hombre cuya reputación futbolística se había forjado en los Rovers, marcó los dos goles de una "victoria fácil".
.

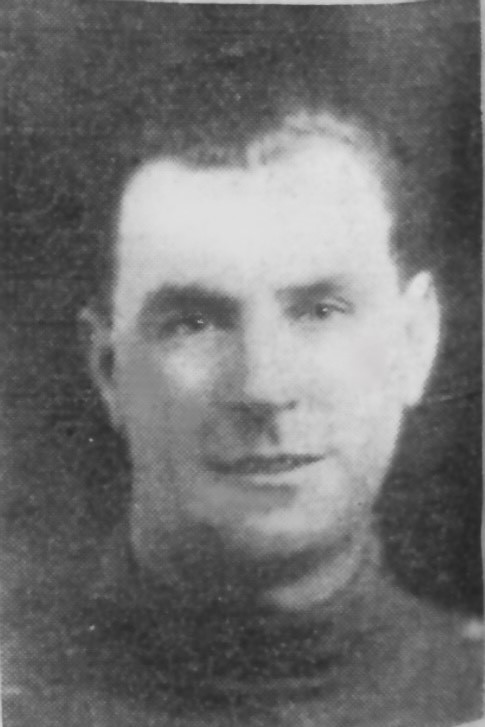
Ted Davis es el entrenador del Bath City con más éxito de todos los tiempos

En 1933, el club ganó la Southern League Western Section por segunda vez, pero volvió a perder en la última final contra el campeón de la Eastern Section Norwich City por 2-1.
En 1937, Davis abandonó Bath para fichar por el Colchester United. El equipo permaneció en la Southern League hasta 1939, con el exjugador del Liverpool e internacional escocés de la selección nacional de fútbol, Alex Raisbeck como entrenador del primer equipo de 1938 a 1939.
Raisbeck se marchó para ser sustituido por Ted Davis, en su segunda etapa en Bath. En el verano de 1939, Arthur Mortimer fue nombrado nuevo presidente del club. Al estallar la Second World War, el club fue, por casualidad, aceptado para unirse a la temporal Football League North, compitiendo con equipos de la talla del Liverpool, Manchester United, Aston Villa y Everton. Aquella temporada, el club disputó su partido con mayor asistencia de público hasta la fecha, contra el Aston Villa en Villa Park ante más de 30.000 espectadores. El equipo acabó campeón a las órdenes de Davis, convirtiéndose así en el único equipo semiprofesional que ha ganado un trofeo de la Football League.
En enero de la temporada 1941-42, Bath vistió números por primera vez, enfrentándose al Lovells Athletic ante 5.000 espectadores. En 1944, el club estaba, una vez más, en conversaciones para entrar en la English Football League, con el objetivo de ser admitido en la Third Division, o en la planeada Fourth Division, que aún no se había establecido. Durante una reunión en el Guildhall, uno de los principales miembros del comité de reconstrucción de la Football League dijo al Bath que la oportunidad de unirse a la planeada cuarta división era "para Bath".  Por aquel entonces, Twerton Park también era objeto de fuertes discusiones para su ampliación, hasta una capacidad de 40.000 espectadores, con el objetivo de convertirse en; "un estadio digno de la ciudad y del oeste".

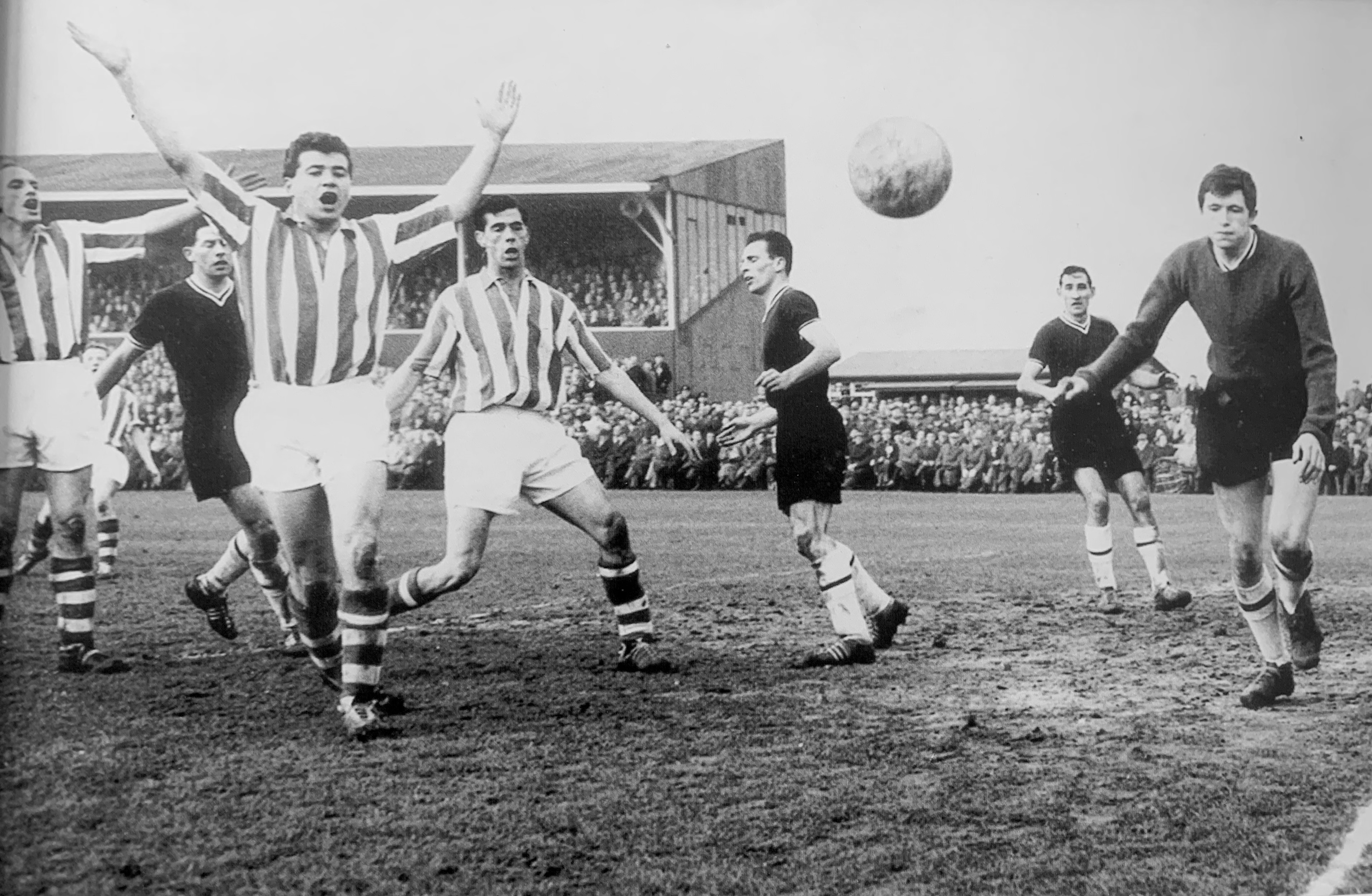
Partido jugado en Twerton Park en la década de 1950

Sin embargo, el 27 de julio de 1945, el comité directivo de la Football League se negó a permitir que ningún club no perteneciente a la liga entrara en la Third Division, a pesar de que los clubes de la Tercera Liga "querían que el Bath City se uniera". Así, tras la Guerra, con la reanudación del fútbol competitivo, se vieron obligados a volver a jugar en la Southern League, y se abandonaron los planes de convertir Twerton Park en uno de los estadios más grandes del West Country. Ted Davis, dejó el club en 1947. En total, Davis pasó 17 años como entrenador del primer equipo. Llegó a ser el entrenador más exitoso y con más años de servicio en la historia del club, ganando siete trofeos.
Tras su marcha, en la década de 1950 el club pasó por las manos de diferentes entrenadores. Vic Woodley fue el primero en suceder a Davis, nombrado el 6 de junio de 1947. Aunque se marchó en 1950 tras cuatro finales en puestos medios-bajos, y fue sustituido por Eddie Hapgood. El promedio de asistencia durante las décadas de 1940 y 1950 fue uno de los más altos de la historia del club.
Entre las grandes asistencias destacadas en casa durante este periodo se incluyen: 17.000 en 1944 contra Aston Villa 14.000 contra Southend United en la 1952-53 temporada y 11.700 en Twerton Park contra sus rivales Yeovil Town en 1957. En 1956, Hapgood dejó el club tras ganar dos Somerset Cups en 1952 y 1953. Fue sustituido por Paddy Sloan, que sólo permaneció durante la temporada 1956-57.

### Más gloria y los años yoyo (1958-1997)
Sloan fue sustituido por Bob Hewison en 1957. Al año siguiente, se produjo una reforma similar a la de 1920; se formó una nueva Cuarta División. A partir de entonces, la Liga del Sur descendió de pirámide. En 1959, se volvió a hablar mucho del Bath para su elección a la La liga de fútbol.
Sin embargo el presidente en ese momento, Arthur Mortimer, creía que "la liga le convenía al club" declaró que: "Aquí ofrecemos mejor fútbol que el que la mayoría de los espectadores consiguen en las divisiones inferiores de la Football League"."
Hewison construyó posiblemente, el equipo más fuerte en la historia de los clubes, la contratación de jugadores como, Stan Mortensen, Charlie Fleming, Alan Skirton, Ian MacFarlane y Ian Black, capitaneado por Tony Book. El equipo llegó a ganar la liga en la temporada 1959-60, en casa de su rival Yeovil Town, terminando con 67 puntos (en 42 partidos), y la división seguía siendo vista como; "La competición no-Liga más importante. " 

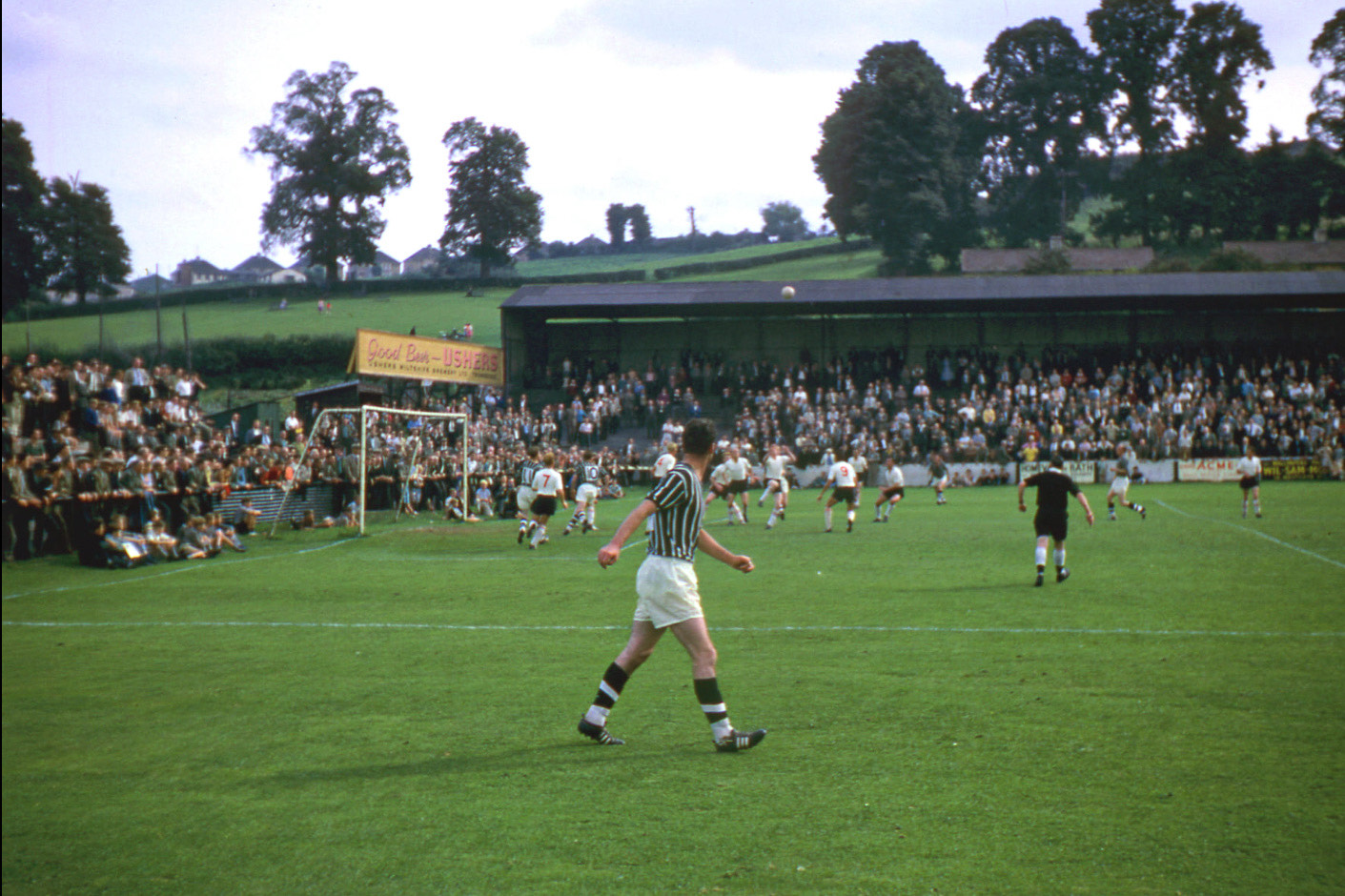
El Bath, jugando en Twerton Park en 1962

En la misma temporada, el club tuvo una de las mejores rachas coperas de su historia, venciendo al Millwall en la FA Cup primera ronda, con el entrenador del Millwall Reg Smith describiendo el partido como "brutal, el más duro que he visto en 20 años"." y luego Notts County en la segunda. En la tercera ronda, el Bath se enfrentó al Brighton & Hove Albion en Twerton Park, ante una cifra récord de 18.020 espectadores, pero perdió 1-0. Hewison se convirtió en el segundo entrenador más laureado de la historia del club, título que ostentó hasta 1978. En 1962, el Bath terminó segundo en la Liga del Sur a cuatro puntos del Oxford United.
Dos años después de la marcha de Hewison, en la primavera de 1961, el exjugador del Manchester City Malcolm Allison fue nombrado entrenador tras la destitución de Arthur Cole en 1963. Aunque Allison no ganó ningún trofeo de plata con el club, en la temporada 1963-64, con Tony Book como capitán del club, el Bath terminó en tercera posición y alcanzó la tercera ronda de la FA Cup. Dejó el club en 1964 y pasó a dirigir equipos de la liga, entre ellos, Plymouth Argyle y Manchester City.
En 1965, bajo el mando del entrenador galés Ivor Powell, el club descendió por primera vez en su historia. Ese año volvió a ascender a la primera división de la Southern League, aunque en la temporada 1966-67 tuvo un pobre rendimiento y acabó en el puesto 19, siendo relegado de la Southern League Premier por segunda vez en tres años. Powell fue sustituido por Arnold Rodgers el 25 de febrero de 1967. En la temporada 1968-69 consiguieron el ascenso de nuevo a la Premier Division, quedando segundos. De 1964 a 1974, el Bath City se convirtió en un club yo-yo, descendiendo y ascendiendo de nuevo a la Premier Division en seis ocasiones.

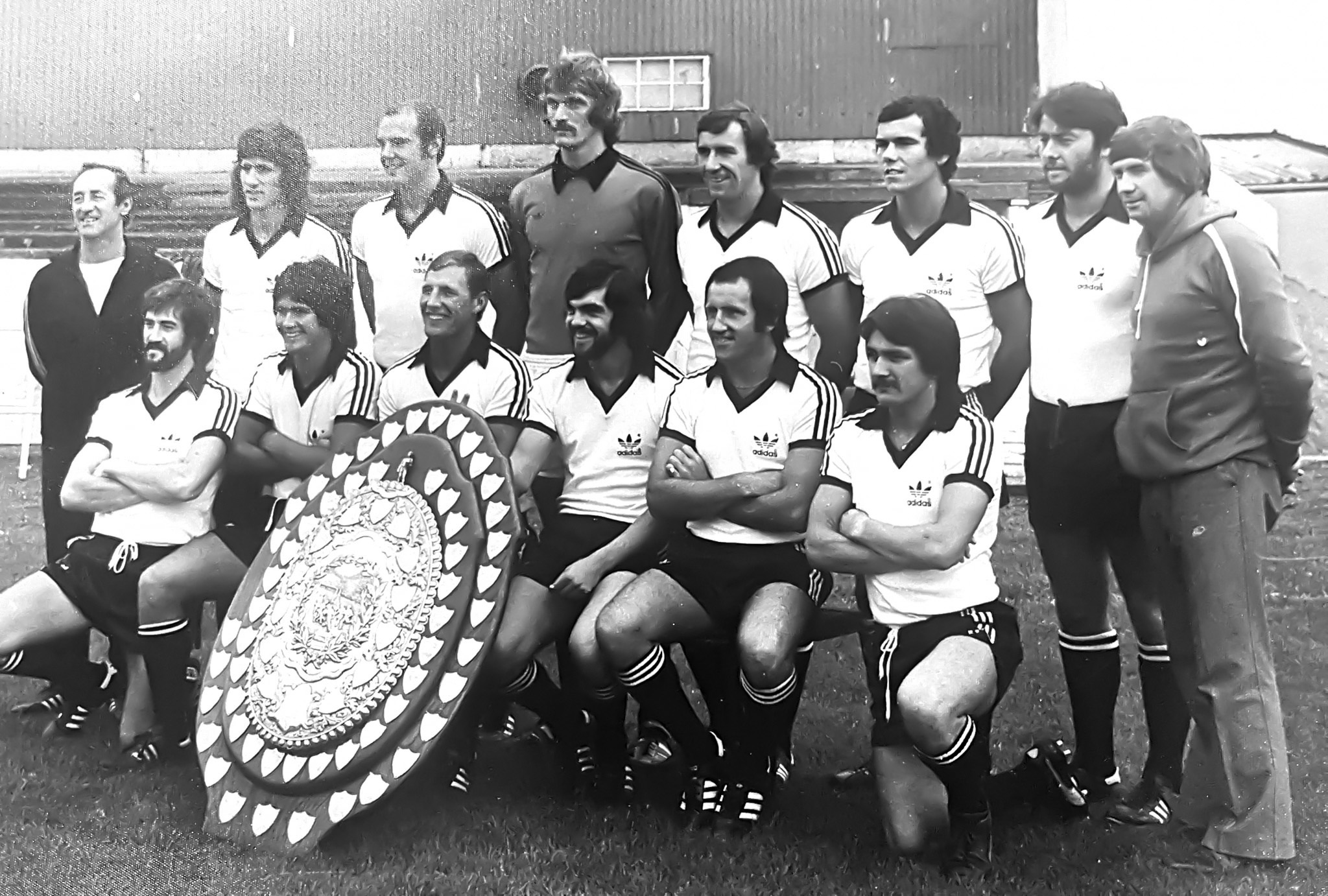
Celebrando el título de la Southern League, en la temporada 1977-78.

El 10 de agosto de 1976, Brian Godfrey fue nombrado entrenador. A los dos años de su mandato, en la temporada 1977-78, el equipo ganó el título de la Southern League por segunda vez, conquistándolo en Leamington. Fue allí donde el "equipo de talento soberbio" de Godfrey levantó la copa ante hordas de aficionados desplazados. Con la Liga en la década de 1970 todavía fue etiquetado como: "la mejor división no liguera de Inglaterra" Bajo el mandato de Godfrey, el club llegó a dos finales de la Copa Anglo-Italiana en 1977 y 1978; En 1977, perdieron contra el Udinese Calcio y luego, en 1978, contra el club afiliado Calcio Lecco. Godfrey promedió una tercera posición en la liga y ganó el último trofeo "importante" no perteneciente a la liga del Bath City, lo que le convirtió en el segundo entrenador de clubes con más éxito de todos los tiempos.

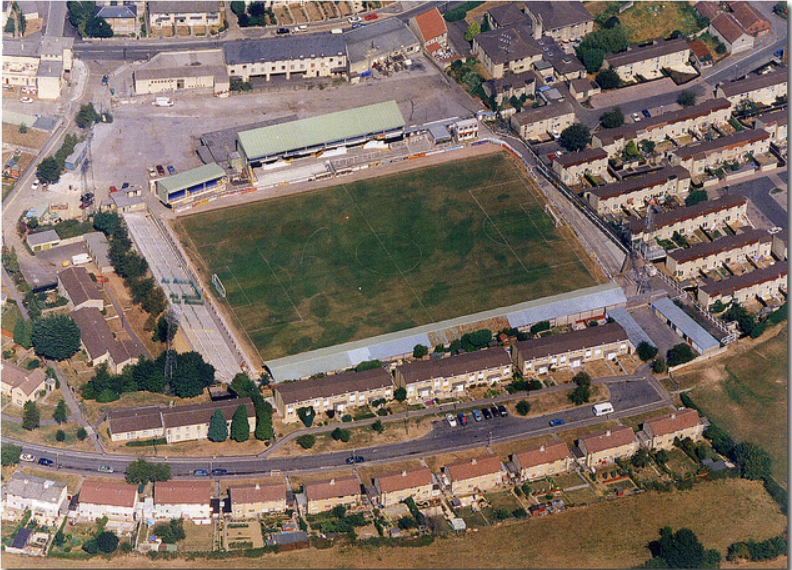
El estadio Twerton Park en la década de 1980

A pesar de terminar en primera posición, en 1978 no pudo ser elegido miembro de la Football League por tres votos, ya que el Wigan Athletic obtuvo 26 y el Bath, 23. Como resultado, el club se convirtió en miembro fundador de la Alliance Premier League, ahora National League. Bath terminó subcampeón de la 1985 pero el campeón Wealdstone no cumplía los requisitos de capacidad del estadio de la Football League, por lo que se permitió al Bath City solicitar la elección a la Football League Fourth Division. Sin embargo, se quedaron fuera de la elección a la Football League por tercera vez. En esta ocasión, obteniendo sólo 8 votos.
En 1986, cuando el Bristol Rovers se vio obligado a abandonar el Eastville, los directivos de ambos clubes llegaron a un acuerdo para compartir Twerton Park. Esto propició que el estadio se convirtiera en sede de la segunda división de fútbol. Al final, los Rovers volvieron a Bristol tras un periodo de diez años. En 1988, el Bath descendió de la Conference a la Southern League, actualmente la sexta división. Sin embargo, el club volvió a ascender la temporada siguiente.

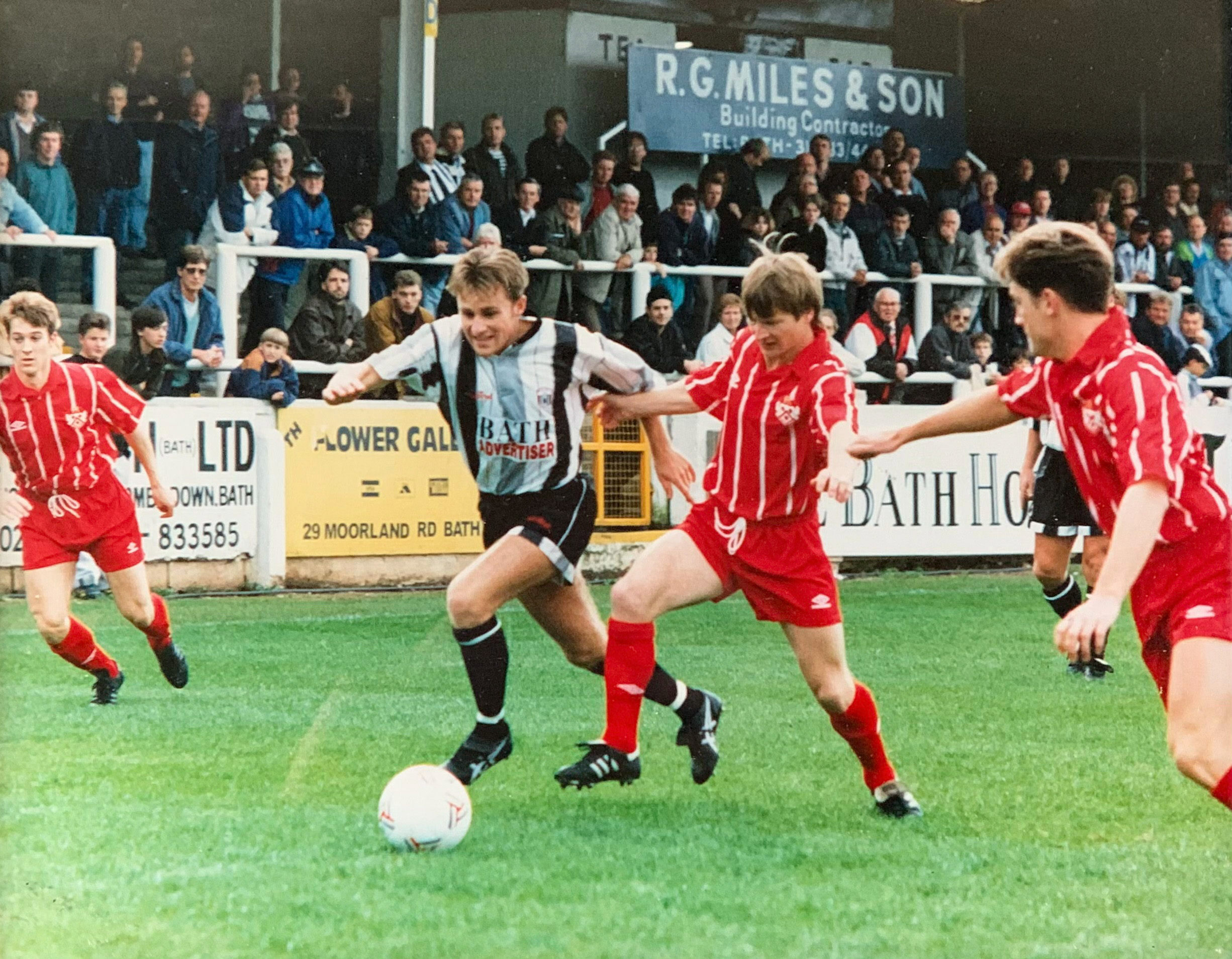
El Bath City jugando en el Twerton Park contra el Kettering Town, en 1992

En 1991 Tony Ricketts fue nombrado entrenador, en sustitución de George Rooney. Alcanzaron la tercera ronda de la FA Cup durante la temporada 1993-94, el 5 de diciembre de 1993, la eliminatoria de segunda ronda contra el Hereford United fue retransmitida en directo por Sky Sports. El club ganó 2-1, pasando a la siguiente ronda. Sin embargo, perdieron 4-1 ante Stoke City en Twerton Park en la tercera ante 7.000 aficionados. Esa temporada, el club ganó la Somerset Cup, y volvió a ganarla en 1995. Permanecieron en la quinta división desde 1991 hasta 1997, aunque sólo lograron varios puestos medios.

### Declive y posterior descenso (1997-2017)
Tras la marcha de Ricketts en 1996, Paul Bodin fue nombrado entrenador. Tras décadas jugando en la máxima división del fútbol no liguero, el club descendió de la Football Conference 1996-97. Como resultado, Bath regresó a la Liga del Sur; aunque ya no actuaba como primer escalón de la pirámide de no ligas. En 2001, Bodin fue sustituido por Alan Pridham. Sin embargo, Pridham sólo duró hasta 2003, tras ser destituido en noviembre debido a una mala racha de resultados. En 2004, el club perdió en la segunda ronda de la FA Cup ante el Peterborough United y en la tercera ronda del FA Trophy ante el Canvey Island.
.

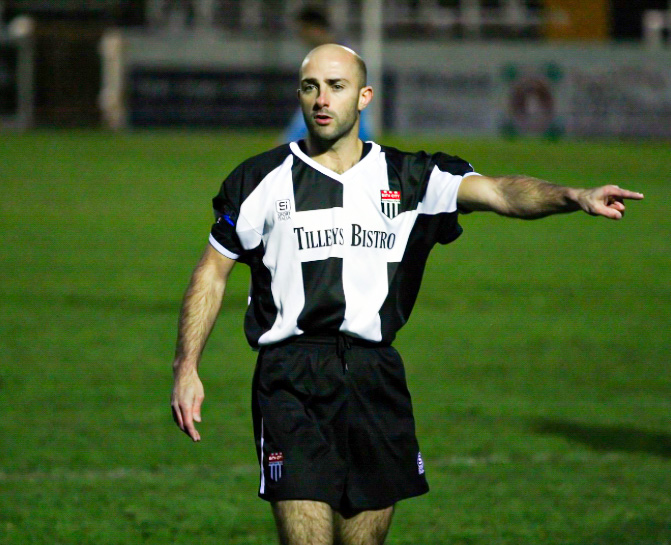
Scott Partridge disputó más de 130 partidos con el club entre 2004 y 2008.

Con la formación de la Conference South en 2004, la liga sureña bajó de categoría una vez más; a la séptima división. Como consecuencia, el Bath descendió de categoría, aunque sin llegar a descender. Posteriormente, acabaron jugando en la categoría más baja de la historia del club de 2004 a 2007, ya que nunca antes habían jugado por debajo de la sexta división.
John Relish fue nombrado entrenador el 22 de junio de 2005. El club perdió por poco el ascenso a la Conference South en la temporada 2005-06 season terminando segundo en la Southern League. Aunque, al año siguiente, volvió a ascender a la sexta división al ganar la Southern League en 2006-07, terminando con 91 puntos.
Posteriormente, Bath terminó octavo en la Conferencia Sur durante la temporada 2007-08. En octubre de 2008, el entrenador John Relish fue sustituido por su antiguo ayudante Adie Britton. En 2009, el club derrotó al League Two equipo Grimsby Town en la primera ronda de la FA Cup, pero cayó en la segunda ronda ante el Forest Green Rovers. El 9 de mayo de 2010, el Bath alcanzó la final de la eliminatoria de la National League South, en la que se enfrentó al Woking. El club ganó 1-0 y volvió a la quinta división por primera vez desde 1997. Bath terminó décimo en la 2010-11 Football Conference, su mejor clasificación desde que logró el séptimo puesto en la 1992-93 Football Conference.

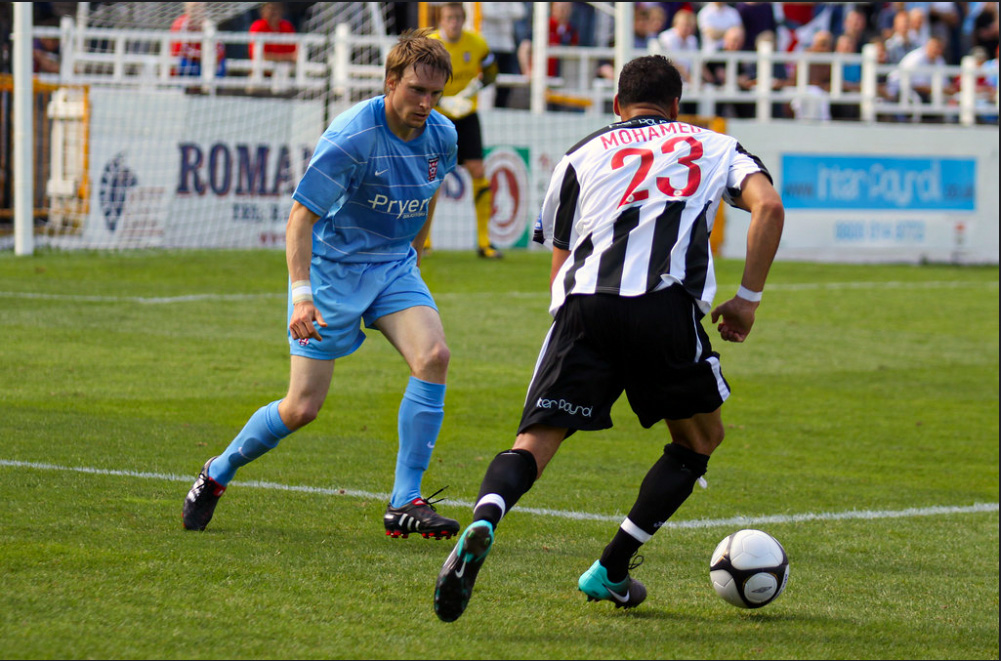
Kaid Mohamed contra el York City en Twerton Park en 2010

Sin embargo, tuvieron una mala temporada en 2011-12 y fueron relegados de la Conference. Tras el descenso, la entonces presidenta del Bath, Manda Rigby, mantuvo conversaciones con el técnico Adie Britton sobre el futuro del club, afirmando que el equipo; "volvería más fuerte con la experiencia. "  Sin embargo, la promesa de la presidenta de volver a la Liga Nacional no se materializó, y el club terminó en duodécima posición en la 2012-13 temporada. Britton, posteriormente, dejó de ser el entrenador del primer equipo y adquirió el cargo de director de fútbol, afirmando que su "objetivo es devolver al Bath City al lugar al que pertenece. " 
Britton fue sustituido por el entrenador australiano Lee Howells. La temporada siguiente supuso una mejora, ya que el club terminó séptimo con 66 puntos en la 2013-14. Sin embargo, durante los dos años siguientes, volvieron a ser malos, terminando decimocuartos con 53 puntos tanto en la 2014-15 como en la 2015-16. Durante este periodo, la asistencia a los partidos en casa del club también disminuyó considerablemente, con una media de 500 espectadores durante la temporada 2014-15. De 2011 a 2016, las asistencias a los partidos en casa fueron de las más bajas registradas en toda la historia del club.
El poco éxito que tuvo el club durante este periodo fue en la temporada 2014-15, alcanzando la semifinal del FA Trophy, venciendo al Bristol Rovers, camino de perder en los penaltis ante el a la postre ganador, el North Ferriby United. Howells fue finalmente despedido tras una derrota por 4-1 ante el Dartford, debido a una racha de finales en puestos bajos.

### La era Gill (2017-presente)

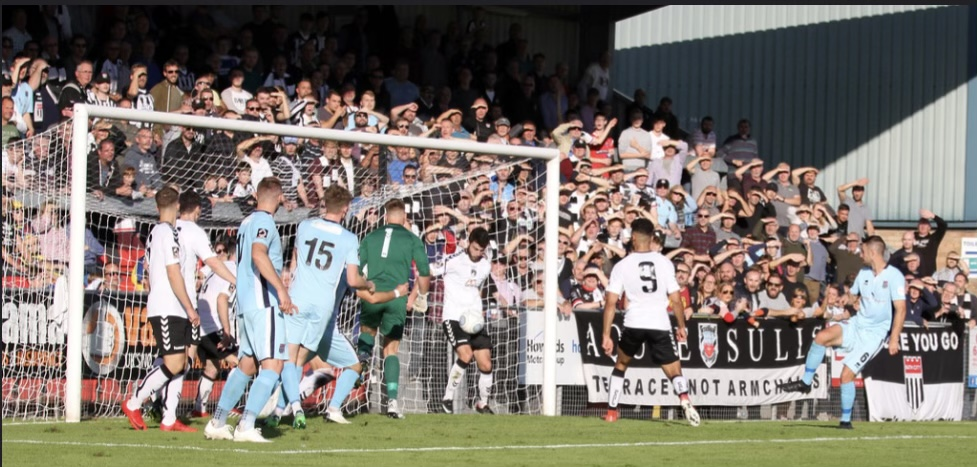
El Bath City jugando en Weston-super-Mare en 2018

El 5 de octubre de 2017, el exjugador, Jerry Gill, fue nombrado entrenador del primer equipo. La primera temporada bajo el mando de Gill vio al club terminar en novena posición, la misma que la temporada anterior 2016-17. Sin embargo, no fue hasta más tarde cuando se produjo una notable mejoría en el rendimiento del equipo.
En la temporada 2018-19 de la National League South el club finalizó quinto, con 71 puntos, algo que no conseguía desde la temporada de ascenso a la 2009-10. Posteriormente, entró en play offs para competir por una plaza en la National League, pero perdió 3-1 ante el Wealdstone el 1 de mayo de 2019.
El club volvió a subir un puesto en la tabla en la 2019-20, terminando cuarto. Sin embargo, el equipo cayó derrotado por 2-1 ante Dorking Wanderers en la eliminatoria de play-off en Twerton Park. Las asistencias también aumentaron mucho, pasando de una media de 612 en la temporada 2016-17 a 1.142 en la temporada 2018-19. También fueron testigos de la mayor asistencia en liga en 40 años frente al Torquay United, el 19 de enero de 2019, con 3.492 espectadores. El Bath ganó el partido por 3-2. Aunque parecía que el club estaba cada vez más cerca de poner fin a su estancia más larga en la sexta división, tras el estallido de la pandemia de COVID-19, Bath terminó 18.º en dos ocasiones tanto en la 2020-21 como en la 2021-22, los segundos puestos más bajos del club de todos los tiempos. El club mejoró en la 2022-23 season, ganando 67 puntos y terminando en 11.º lugar, el equipo también ganó la The Somerset Premier Cup por 25.ª vez el 1 de mayo de 2023.

## Cresta y colores
El escudo inicial del Bath se basaba en gran medida en el escudo de armas oficial de la ciudad de Bath. El escudo representa la muralla del municipio, las fuentes minerales y el río Avon, y la espada que aparece en él es la de San Pablo, uno de los Santos Patronos de la Abadía de Bath, que es también la iglesia parroquial de la ciudad.
El escudo se mantuvo hasta 1975, año en el que se simplificó en gran medida, las características dentro del escudo de la ciudad de Bath se eliminaron por completo. Todo lo que quedaba eran cuatro rayas negras verticales sobre un fondo blanco que rodeaba la silueta de un soldado romano. Posteriormente, en 1999, se volvió a cambiar por el escudo que utiliza el club en la actualidad. Se eliminó el soldado romano, pero se volvió a añadir la muralla del municipio y se ampliaron las cuatro franjas.

### Colores
El club recibe a veces el apodo de "The Stripes" (las rayas) simplemente en recuerdo de su equipación a rayas, ya que el Bath ha vestido de blanco y negro durante la mayor parte de su historia. También es uno de los pocos equipos ingleses de la sixth tier y superiores que visten una equipación a rayas blancas y negras en los partidos en casa, siendo los otros clubes el Grimsby Town, el Notts County, el Chorley y el Newcastle United.

### Patrocinio
| Period    | Kit Supplier  | Shirt sponsor (chest) | Shirt sponsor (sleeve) |
| --------- | ------------- | --------------------- | ---------------------- |
| 1976–1985 | Adidas        | None                  | None                   |
| 1985–1987 | Umbro         | Avon Graphics         | None                   |
| 1987–1988 | Umbro         | Diners                | None                   |
| 1988–1989 | Umbro         | Beazer Homes          | None                   |
| 1989–1990 | Umbro         | Rajani                | None                   |
| 1990–1992 | Umbro         | Design Windows        | None                   |
| 1992–2000 | Vandanel      | Bath Chronicle        | None                   |
| 2000–2002 | Branded       | Technic-Cal           | None                   |
| 2002–2003 | Branded       | Bentley Jennison      | None                   |
| 2003–2007 | Erreà         | Bath Chronicle        | None                   |
| 2007–2008 | Sportitalia   | Tilley's Bistro       | None                   |
| 2008–2010 | Joma          | SN Scaffolds          | None                   |
| 2010–2014 | Joma          | Moore Stephens        | None                   |
| 2014–2015 | Jako          | Tilley's Bistro       | None                   |
| 2015–2016 | Erreà         | Midland Car Company   | None                   |
| 2016–2017 | Erreà         | Sitec                 | None                   |
| 2017–2018 | Erreà         | Vass of Bath Ltd      | None                   |
| 2018–2019 | Erreà         | Bristol Airport       | Bath Ales              |
| 2019–2020 | Bristol Sport | Bristol Airport       | Bath Ales              |
| 2020–2021 | Erreà         | BWW Communications    | J Reynolds (Western)   |
| 2021–2022 | Erreà         | Rocketmakers          | J Reynolds (Western)   |
| 2022–     | Erreà         | The Belvoir Castle    | J Reynolds (Western)   |

## Estados

### Primeros terrenos

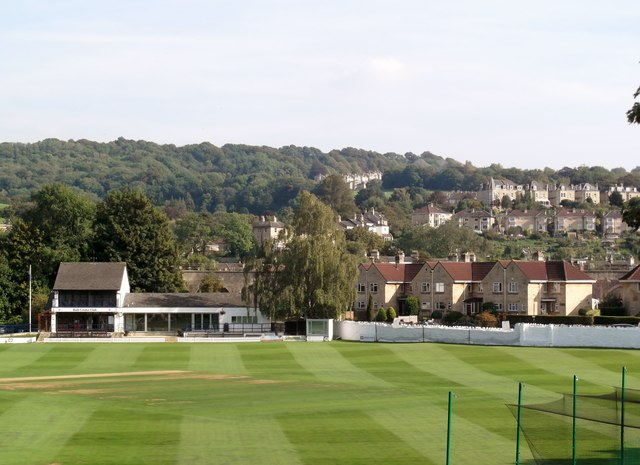
Primer campo de la ciudad de Bath, The North Parade Ground, en 2014

El Bath jugó sus primeros partidos en el North Parade Ground en Bathwick frente al City Centre. El terreno se compartía con el club de críquet, muy probablemente debido a que miembros del Bath Cricket Club participaron en la formación del club en 1889. El campo albergaba principalmente partidos amistosos con el Bath y otros equipos locales. Sin embargo, su estancia en Bathwick fue breve, ya que se trasladaron a Lambridge en 1890.

### 1900-1919: Castillo de Belvoir

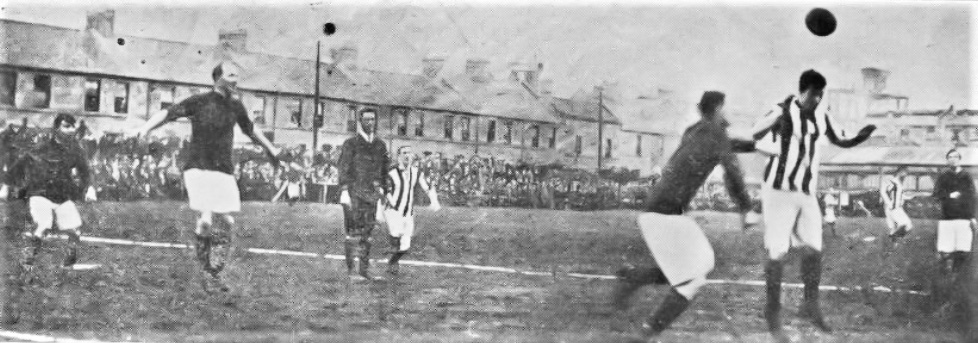
El Bath City en The Belvoir Castle Ground en Twerton, en una fotografía tomada en 1914

En 1900, el club se instaló en Twerton en el Belvoir Castle Ground. De 1900 a 1908 el club jugó amistosos con otros clubes locales. En 1908, se habló de que Bath Rugby compartiera el terreno, aunque las conversaciones nunca se materializaron.

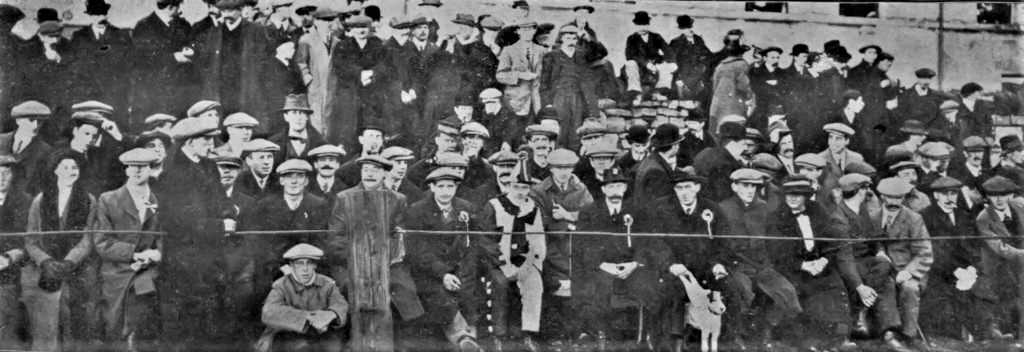
Hinchas del Bath City, viendo un partido en 1914 en el Belvoir Castle Ground

Logros notables en el Ground incluyeron; terminar tercero en la Western League en 1911, y luego segundo en 1914. En 1910 el terreno fue comprado por la Midland Railway Company por el Sr. Stothert y Pitt, más tarde se declaró que el terreno sería "absolutamente inadecuado para el fútbol" en pocos años, con la compañía ferroviaria planeando construir una vía de tren en el mismo terreno que ocupaba el estadio. En 1919, se organizó una gran reunión en el Bath Guildhall para encontrar un sustituto adecuado, el Recreation Ground se consideró una opción.

### 1919-1932: Lambridge
Después de casi una década de incertidumbre sobre cuál iba a ser el próximo campo del club, tras la compra por parte de la Midland Railway Company en 1910, el señor Hopkins, secretario del club en aquel momento, encontró un sustituto viable para Belvoir. Así, en 1919, el club se trasladó de Twerton de nuevo al lado este de la ciudad, en Lambridge. |page=27}}</ref> En 1921 el club presentó una solicitud para unirse a la Football League, en caso de éxito, se habían hecho muchas obras en el terreno, con el lado popular de Lambridge siendo banqueado y se construyeron nuevos vestuarios junto a la tribuna. Más tarde ese año, Bath fue aceptado en la Southern League Western Section, la máxima categoría del fútbol no liga.
Aquí, bajo el mando del entrenador, Ted Davis, tuvieron uno de los periodos más exitosos de la historia del club, ya que la Southern League West actuaba entonces como cuarta división, estando sólo una división por debajo de la Football League Third Division. El club no sólo jugó algunas de las divisiones más altas de su historia durante este período, sino que ganó el título en la temporada 1929-30 y también ganó la Somerset Premier Cup dos veces, en la temporada 1928-29 y en la temporada 1931-32. En la última temporada en Lambridge, el club quedó tercero en la liga y también alcanzó la FA Cup tercera ronda, pero fue eliminado por el Crystal Palace.

### 1932-presente: Twerton Park
Twerton Park se convirtió en el estadio del club en 1932. El club continuó el éxito de los últimos años en Lambridge al ganar el título de la Southern League Western en su primera temporada en Twerton, en la 1932-33. En 1935, se añadieron cubiertas a El lado popular. En 1946, Twerton Park fue descrito como "rival de cualquier estadio del oeste de Inglaterra. "  En 1960 contra Brighton & Hove Albion en la tercera ronda de la FA Cup.

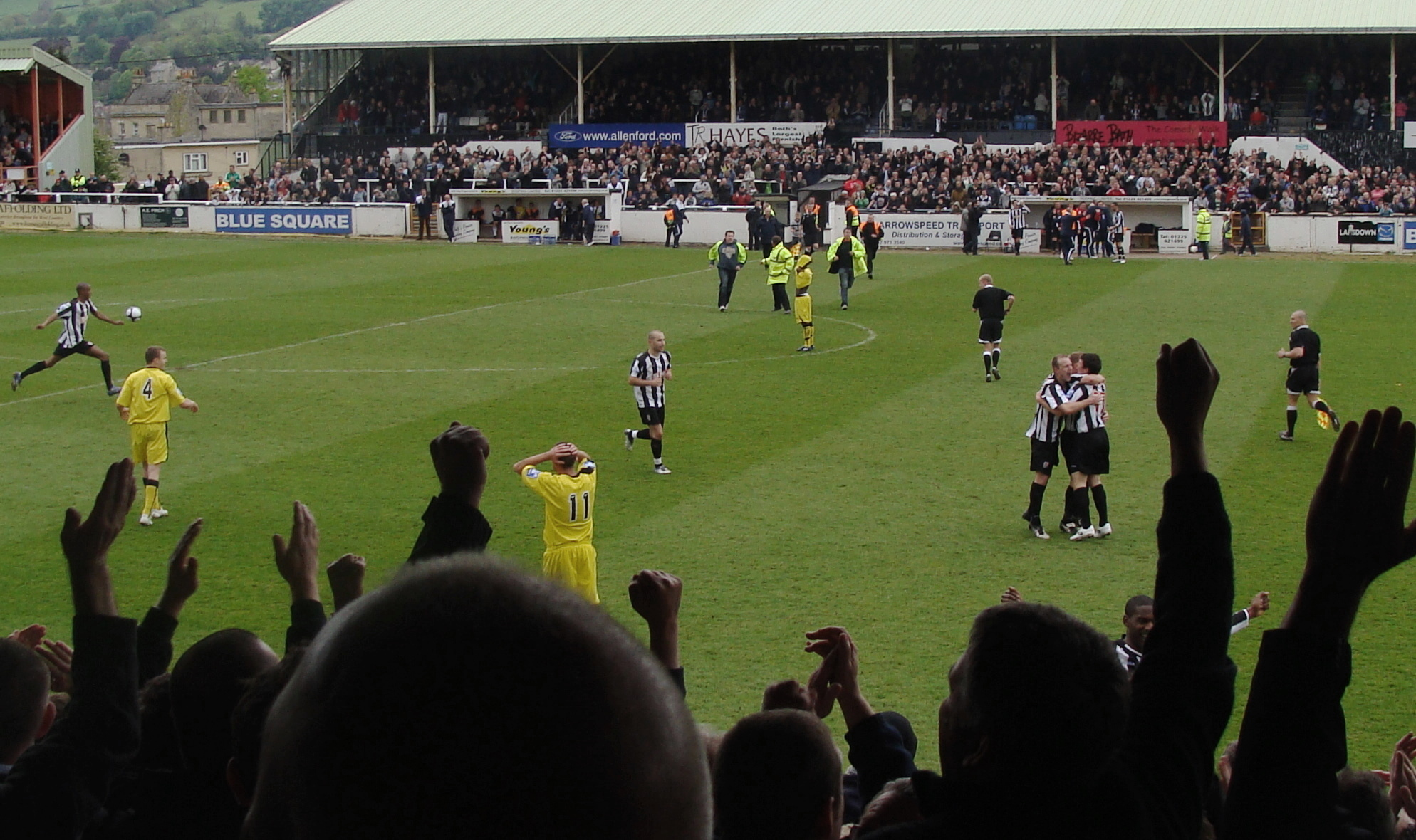
Twerton Park, sede de la final de los play-offs de la Conference South 2009

Hasta finales de los 80, el campo tenía una capacidad para 20.000 espectadores. Entre 1986 y 1996, el Bath City compartió Twerton Park con el Bristol Rovers. En 1990, la tribuna fue gravemente dañada por Bristol City. Hooligans, que más tarde fueron condenados por incendio provocado. Rovers jugó notablemente contra Liverpool en la FA cup en 5 de febrero de 1992. ¡ También ha sido sede del Team Bath, que era un equipo profesional a tiempo completo que jugaba en la Conferencia Sur hasta su dimisión al final de la temporada 2008-09. En 2021, el estadio fue clasificado como el 75.º mejor del Britania por FourFourTwo, por delante de Charlton Athletic's, Charlton Athletic's y The Valley, el Swansea.com stadium y el Bristol City's Ashton Gate. Actualmente, el campo tiene un aforo reducido de 3.528 localidades de 8.800 debido a las normas de seguridad, con un aforo de 1.006 localidades.

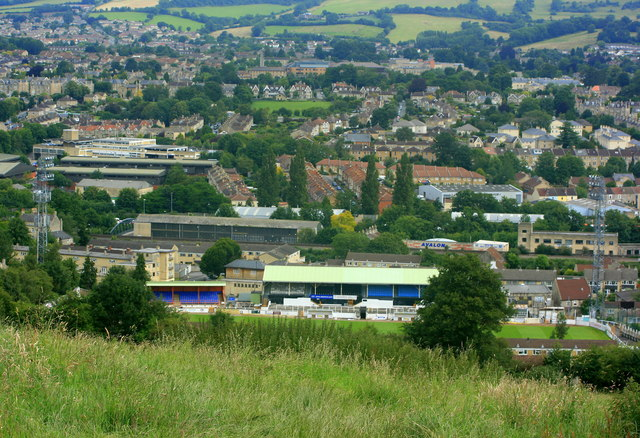
Vista de Twerton Park desde Innox Park

El 21 de agosto de 2008, el presidente del Bath City, Geoff Todd, declaró que "el club mantuvo conversaciones con Bath Rugby sobre un posible terreno compartido en el Rec", lo que significa que en el futuro, el Bath City podría trasladarse al Recreation Ground, aunque los aficionados se opusieron al traslado. Al final de la temporada 2011-12 el club ofreció los derechos de denominación de Twerton Park por sólo 50 libras. La oferta atrajo 167 participaciones de lugares tan lejanos como EEUU, Australia, Noruega y Singapur que recaudaron 3.850 libras para el club. Las empresas constituyeron 58 de las inscripciones, y sólo un puñado de las inscripciones personalizadas restantes se consideraron inadecuadas. El ganador del sorteo fue The Mayday Trust, una Organización benéfica que ayuda a realojar a personas vulnerables.
El club dio a conocer los planes para remodelar el campo y el área local, con una nueva tribuna, campo 3G y viviendas en un intento de asegurar el futuro financiero inmediato del club. En marzo de 2020, los planes fueron rechazados. En agosto de 2020, se anunció que el Bristol City Women jugaría la mayoría de los partidos como local en Twerton Park durante la 2020-21 FA Women's Super League season.

## Récords y estadísticas

Desempeño del Bath City en la Liga desde su entrada en la Southern League en 1921 hasta la actualidad.

El máximo goleador es Dave Mogg, que disputó 515 partidos en todas las competiciones. Charlie Fleming es el máximo goleador del club con 216 goles. William Hyman, Martin Paul, Paul Randall han marcado más de 100 goles para el club. El mayor número de goles marcados por un solo jugador en una temporada fue Paul Randall en la temporada 1989-90.
La tarifa más alta de transferencia recibida por el club es de 80.000 libras esterlinas por Jason Dodd, pagada por Southampton en 1989. La cifra más alta pagada por Bath es de 16.000 libras por Micky Tanner, fichado del Bristol City en 1988. El récord de asistencia del club es de 18.020 espectadores contra el Brighton & Hove Albion en la tercera ronda de la FA Cup.

## Asistencia

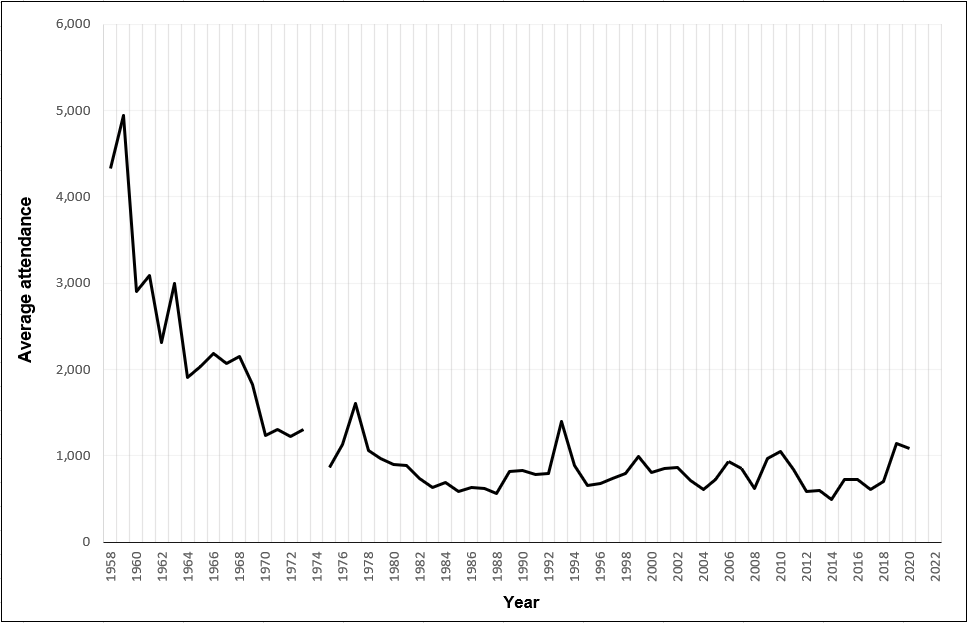
Promedio de Twerton Park Bath City, 1958-2022

Históricamente, el Bath fue uno de los clubes que no formaban parte de la liga pero que tenían mayor, sobre todo durante las décadas de 1940, 1950 y 1960. En algunos partidos de la FA Cup, la asistencia llegó a alcanzar los diez mil espectadores. En una entrevista en 1997, el entonces presidente, Steve Hall, declaró: "en la época en la que Malcolm Allison estaba aquí (años 50) acudían 5.000 personas cada sábado"
Sin embargo, la asistencia de público disminuyó enormemente durante las décadas de 1970, 1980 y 1990, y ninguna entrada media en casa superó los 1.400 espectadores, aparte de la temporada 1977-78 (con una media de 1.600). Sin embargo, el descenso en la asistencia fue notable en todo el fútbol inglés durante este período, ya que fueron algunas de las décadas más destacadas del gamberrismo en el fútbol, en particular la década de 1980. Debido a los malos resultados del club sobre el terreno de juego a finales de los 90 y hasta la década de 2010, con los subsiguientes descensos, la asistencia de público disminuyó aún más. Llegando a ser de 500 de media en la temporada 2014-15, la asistencia media más baja registrada en toda la historia del club. Como resultado, en 2015, se puso en marcha un grupo de desarrollo de aficionados dedicado a aumentar la asistencia media a casa a 1000 llamado "1000BC". El desarrollo fue sin duda un éxito con un promedio de asistencia de más de 1000 personas durante las últimas tres temporadas.
Durante la temporada 2022-23, el estadio Twerton Park fue clasificado número uno por los aficionados no ligueros para la atmósfera en el sur de la liga nacional. Los aficionados más ruidosos del club se sientan en el lado popular, frente a la Grand Stand.Los aficionados son conocidos por cantar "Drink Up Thy Cider", de The Wurzels, un homenaje a la Somerset's, la famosa industria de elaboración de sidra. La canción suele sonar en Twerton Park después de que el equipo gane, sobre todo si se trata de un partido importante.
En las décadas de 1960 y 1970, la mascota del club era conocida simplemente como el "hombre mascota", que vestía un sombrero de copa blanco y negro y frac mientras hacía girar un gran paraguas blanco y negro y tocaba una campana de mano. En años más recientes, desde la temporada 2010-11, la mascota del club ha sido Bladud el Cerdo, llamado así por Bladud, el legendario rey de los britanos del que se dice que fundó la ciudad de Bath y que tenía una piara de cerdos. En los partidos en casa del club, es frecuente verlo saludando al público, haciendo flexiones y entreteniendo a los aficionados más jóvenes. En 2019, el cerdo Bladud ganó la Mascot South West Grand National.
Aunque cercanos en proximidad, el equipo Bristol Rovers, que juega en la EFL League One, no se considera rival del Bath, ya que nunca ha competido contra Bath en la liga. Los hinchas de ambos equipos han establecido relaciones amistosas, en gran parte debido a que los Rovers jugaron en Twerton de 1986 a 1996.
Además del Bristol Rovers, el Bath ha formado un fuerte vínculo con el equipo italiano Calcio Lecco. Los clubes se enfrentaron en la Copa Anglo-Italiana de 1977, en la que se impuso el equipo italiano. Esto no agrió las relaciones, y los aficionados de ambos equipos celebraron el cuadragésimo aniversario del partido en 2017, con un partido de aficionados celebrado en el Stadio Rigamonti-Ceppi de Lecco.

### Rivalidades

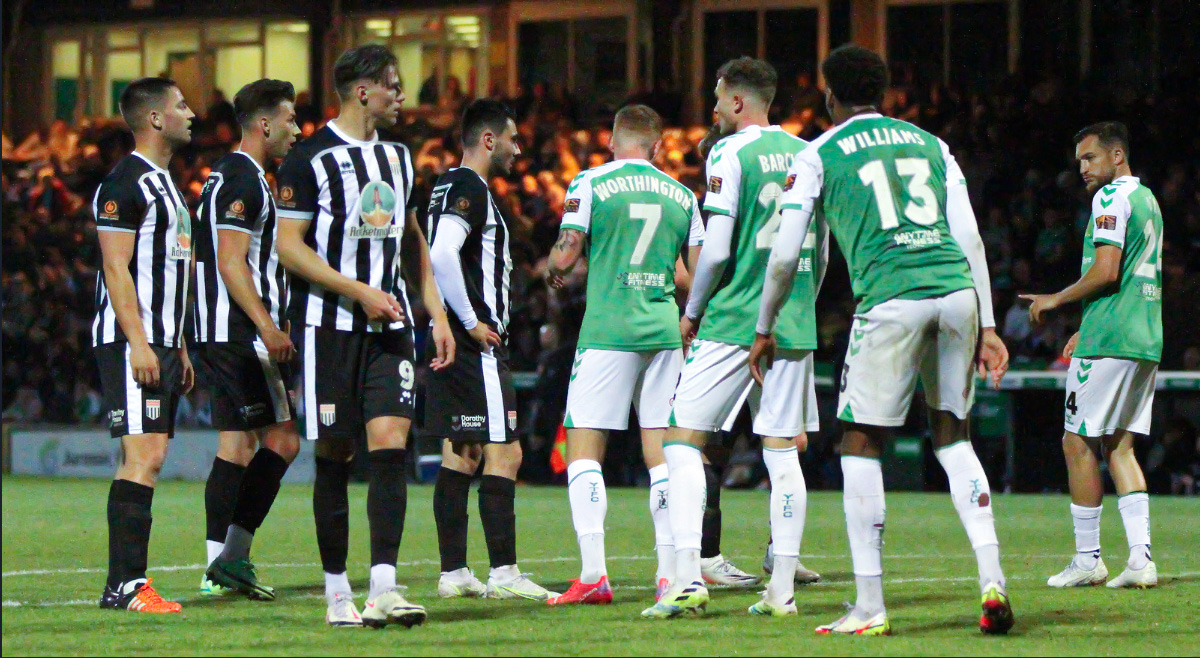
Bath City contra Yeovil Town en 2022 en Huish Park

Históricamente, el principal rival del Bath era el también club de Somerset Yeovil Town. Bath también compartió una rivalidad menor con Weymouth. La rivalidad con el Yeovil se debía a la ubicación y la posición en la liga, ya que el Yeovil y el Bath habían jugado en la máxima categoría del fútbol no de liga durante la mayor parte de su historia. Se dice que las tensiones entre Bath y Yeovil fueron más fuertes en las décadas de 1960 y 1990, cuando ambos clubes se enfrentaron en 272 ocasiones. Desde la década de 1910 hasta finales de 1990 Bath y Yeovil ocuparon constantemente la misma liga.
El primer partido para el que se inauguró oficialmente la tribuna de Twerton Park fue un partido de la FA Cup el 12 de noviembre de 1932. Por aquel entonces se decía que el Yeovil había sido "muy vilipendiado" en Bath a lo largo de los años. 5.345 espectadores vieron al Yeovil vencer al Bath por 4-2. El periódico informó de que la multitud estaba "extrañamente silenciosa", con los aficionados del City declarando "Perder contra el Yeovil siempre duele".
Sin embargo, desde el cambio de siglo, el Yeovil y el Bath se movieron en direcciones opuestas en la pirámide del fútbol inglés, estando ambos clubes separados hasta cinco divisiones el uno del otro durante la temporada 2013-14. El Yeovil ascendió a la EFL Championship en 2013, y jugó en segunda división por primera vez en su historia durante la temporada 2013-14, al mismo tiempo, el Bath luchaba en la sexta división. Mientras el Yeovil vivía una de las mejores épocas de su historia, el Bath pasaba por una de las peores, por lo que la animadversión local entre Bath y Yeovil se disipó.
El descenso del Weymouth de la National League en 2019 significa que tanto Weymouth como Bath participan ahora en la National League South a partir de la 2022-23 season, siendo la última vez en la 2009-10 season. El descenso del Yeovil Town desde 2014 significa que a partir de la temporada 2022-23 el Bath se sitúa actualmente un escalón por debajo. En años más recientes, Bath ha compartido un derbi menos encarnizado con Chippenham Town, ambos basados en la ubicación y la posición en la liga más que en la enemistad histórica, con ambos clubes compitiendo en la National League South.

## Propiedad actual
En el verano de 2015, el cineasta y aficionado de Bath Ken Loach lanzó la "Big Bath City Bid", con el objetivo de convertir al Bath City en un club de propiedad comunitaria, 'un socio, un voto', y de liquidar la deuda del club. Ese año, la Oferta no alcanzó el objetivo de 750.000 libras fijado por los accionistas mayoritarios. No obstante, en septiembre de 2016, el llamamiento logró el objetivo de 300.000 libras, y así comenzó su reforma para convertirse en un activo propiedad de la comunidad. El plan recibió el respaldo de todo el mundo, incluido el apoyo de exfutbolista del Manchester Utd, Eric Cantona.
El 5 de mayo de 2017, el club completó su transición a la propiedad comunitaria. El accionista mayoritario es la "Bath City Supporters Society Ltd" con un 54,6%. Sin embargo, las cifras, correspondientes a mayo de 2018, mostraban que el club operaba con unas pérdidas de aproximadamente 137.000 libras. Desde 2017, el club también ha comenzado a alterar la forma en que opera y ha intentado aprovechar nuevas fuentes de ingresos. Sin embargo, el Bath City sigue enfrentándose a dificultades financieras; con deudas que ascienden a casi un millón de libras en 2018, todas las cuales deben ser reembolsadas a más tardar en 2022.
Nick Blofeld, declaró; "A pesar de la compra por parte de la comunidad, el Club todavía tiene deudas sustanciales que saldar y está funcionando con pérdidas continuas, por lo que debemos crear flujos de ingresos sostenibles si queremos permanecer en Twerton Park a largo plazo. Hemos generado algunos ingresos más de actividades no futbolísticas, pero esto está limitado por nuestras instalaciones actuales, que están muy anticuadas y ya no son adecuadas para su propósito. Todos estamos comprometidos a asegurarnos de que el club siga formando parte de la comunidad de Twerton, por lo que nos hemos asociado con Greenacre Capital para llevar a cabo planes de remodelación parcial. "Pero si estas propuestas no se llevan a cabo, no seríamos capaces de mejorar el modelo de negocio del club lo suficiente como para saldar sus deudas. En este escenario, podríamos tener que vender todo el terreno y buscar un nuevo campo en otro lugar, probablemente fuera de la ciudad."
El 16 de marzo de 2020, la Junta Directiva de la Liga Nacional anunció la suspensión de todo el fútbol Liga Nacional hasta al menos el 3 de abril, debido al rápido desarrollo de la pandemia de COVID-19. El 31 de marzo, la suspensión se prorrogó indefinidamente y, el 22 de abril, se cancelaron todos los partidos de liga restantes. Los aficionados donaron 53.025 £ para ayudar a sufragar los gastos extra de participar en los playoffs.
En la temporada 2021-22, el club estableció un servicio de livestreaming, que permitía a los seguidores ver a distancia los partidos jugados en Twerton Park. El 22 de enero de 2021, ante la creciente incertidumbre sobre la continuidad del apoyo financiero a los clubes miembros de la non-League, la National League Board announced that the National League South would be halted immediately for a two-week period.

### Exjugadores notables

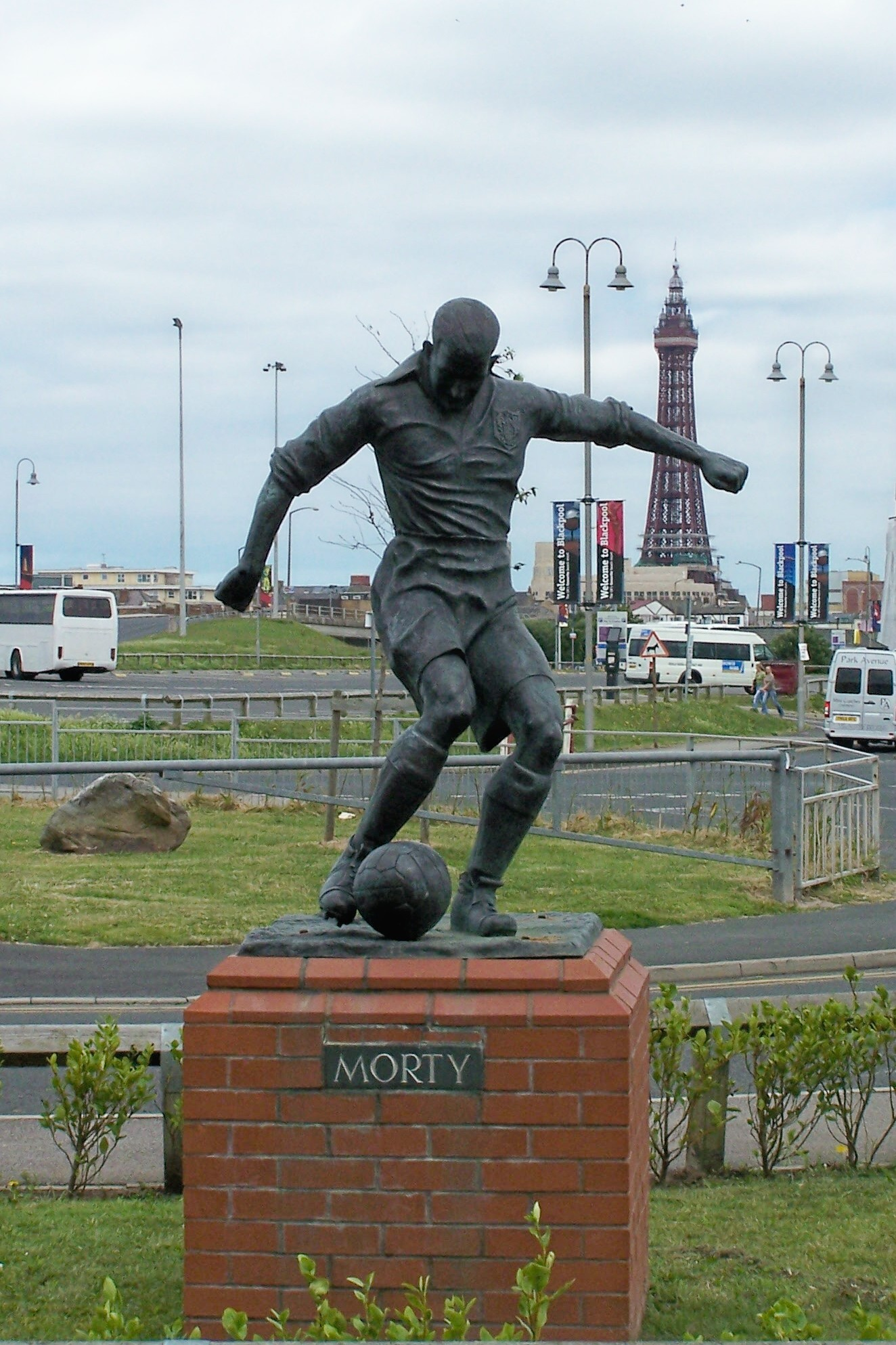
Estatua de Stan Mortensen junto al estadio del Blackpool

El Bath City cuenta con una larga lista de exjugadores notables. Entre los jugadores notables de los últimos tiempos se encuentran jugadores de la talla de; Bobby Zamora y Paul Evans.
Durante las décadas de 1950 y 1960, muchos jugadores que se consolidaron en la Primera División (ahora Premier League), pisaron el terreno de juego de Twerton Park en blanco y negro más de 100 veces, entre estos jugadores se encuentran:
Alan Skirton
Extremo, Alan Skirton nació en Bath en 1939. Skirton disputó 144 partidos con el club entre 1956 y 1959, en los que marcó 44 goles. Tras ganar la Southern League con el Bath City en 1960, Skirton pasó a jugar para el Arsenal, jugando para los Gunners más de 145 veces entre 1960 y 1966, marcando 53 goles.
Charle Fleming
El delantero de origen escocés Charlie Fleming disputó 107 partidos con el entonces First Division Sunderland entre 1955 y 1958 marcando 60 goles. Conocido como "Cannonball" por su habilidad en el disparo. Fleming fichó por el Bath en 1958 y marcó 206 goles con los romanos hasta su marcha en 1966, convirtiéndose en el máximo goleador del club. Tras su muerte en 1997, el bar situado fuera de Twerton Park fue rebautizado como "Charlie's" en su honor.
Ian Black
El portero Ian Black, nació en Escocia en 1924. Se incorporó a la entonces Segunda División Southampton en 1947, con el que jugó 97 partidos hasta 1950. En 1950 se incorporó al Fulham, con el que jugó 263 partidos, tanto en Segunda como en Primera División. En 1959, Black se unió a los Romans y ayudó al club a ganar el título de la Southern League de 1959-60. Black disputó más de 143 partidos con el Bath City hasta que se marchó en 1962.
Stan Mortensen
Posiblemente el mejor jugador que ha pasado por el club, Stan Mortensen nació en 1921. En 1941, Mortensen fichó por el Blackpool F.C., uno de los mejores equipos de Inglaterra de la época. Llegó a disputar más de 352 partidos con los tangerinos, marcando 227 goles, lo que le convirtió en el segundo máximo goleador del Blackpool de todos los tiempos. En la final de la FA Cup de 1953 Mortensen se convirtió en el primer jugador de la historia en marcar un triplete en una FA Cup final en Wembley. A nivel internacional, Mortensen fue internacional con Inglaterra en 25 ocasiones, marcando 23 goles. Fichó por The Romans para la temporada 1958-59, en la que disputó 40 partidos y marcó 27 goles.
Tony Book
El lateral derecho Tony Book nació en Bath en 1938. Book llegó a disputar 385 partidos con el club, capitaneando al Bath en la Southern League de 1960. A los 31 años, fichó por el Manchester City, con el que conquistó la primera división de la Football League, la FA Cup, la EFL Cup y la Recopa de Europa, convirtiéndose en el segundo capitán más laureado de todos los tiempos, tras Vincent Kompany.

### Managerial history
From 1907 onwards, caretaker managers are not included
- 1907  Ben Hargett
- 1909  Charles Pinker
- 1921  Billy Tout
- 1925  Charles Pinker
- 1927  Ted Davis
- 1937  Arthur Greaves
- 1938  Alex Raisbeck
- 1940  Ted Davis
- 1945  Arthur Mortimer
- 1947  Vic Woodley
- 1950  Eddie Hapgood
- 1956  Paddy Sloan
- 1957  Bob Hewison
- 1961  Arthur Cole
- 1963  Malcolm Allison
- 1964  Ivor Powell
- 1967  Arnold Rodgers
- 1970  Johhny Petts
- 1971  Dave Burnside
- 1973  Roy Bence
- 1973  Bert Head
- 1975  Jack Smith
- 1976  Brian Godfrey
- 1979  Micky Burns
- 1979  Bob Boyd
- 1980  Stuart Taylor
- 1982  Bobby Jones
- 1988  Les Alderman
- 1989  George Rooney
- 1991  Tony Ricketts
- 1996  Steve Millard
- 1998  Paul Bodin
- 2001  Alan Pridham
- 2003  Gary Owers
- 2005  John Relish
- 2008  Adie Britton
- 2012  Lee Howells
- 2016  Gary Owers
- 2017  Jerry Gill

## Palmarés

### Torneos nacionales (5)
| Competición nacional    | Títulos                   |
| ----------------------- | ------------------------- |
| Southern League (3)     | 1959-60, 1977-78, 2007-08 |
| Southern League Cup (1) | 1978-79                   |

### Torneos internacionales
| Competición internacional      | Subcampeonatos   |
| ------------------------------ | ---------------- |
| Copa de la Liga anglo-italiana | 1976-77, 1977-78 |